# LeEco
LeEco (раніше LeTV) — китайська технологічна компанія і одна з найбільших онлайн-відео компаній в Китаї, заснована в 2004 році. Штаб-квартира знаходиться в районі Чаоян, Пекін.
Заснована в листопаді 2004 року, займається виробництвом телепрограм, розподілом електроенергії, надає послуги IP-телебачення, виробляє електромобілі, різні гаджети і смартфони.
26 липня 2016 року LeEco оголосила про придбання каліфорнійського виробника побутової електроніки, в тому числі смарт-телевізорів — Vizio Inc. Сума угоди оцінюється в $ 2 млрд.
LeRee (LeEco Russia and Eastern Europe) — дочірня компанія холдингу LeEco, створена в 2016 році для ведення бізнесу в Східній Європі, а також в країнах СНД. 12 вересня 2016 року відбувся офіційний старт роботи LeEco в Росії.
У планах компанії було придбання одного з онлайн-кінотеатрів у Росії, переговори велися з представниками компаній ivi.ru і Megogo.net але в зв'язку з планованим законодавчим обмеженням іноземної участі в онлайн кінотеатрах від цієї ідеї було вирішено тимчасово відмовитися.
В 2017 році LeEco зіштовхнулась зі значними фінансовими труднощами. Так компанія мала значні затримки в виплаті заробітної платні працівникам, а також закрила свій єдиний монобрендовий магазин в Росії. Також компанія має проблеми в США де її партнер Visio звинувачує LeEco в брудних іграх і вимагає від неї 115 млн$.
У липні 2018 року компанія LeEco оголосила про ребрендинг своєї китайської назви (китайська: 乐融致新; піньїнь: lèróng zhìxīn; буквально «Радість і гармонія для нової ери»), а також оновила свій логотип у штаб-квартирі в Пекіні.
У серпні 2018 року Le.com опублікував кілька нових оголошень про наймання стажистів на 2019 рік у своїй штаб-квартирі в Пекіні.
У вересні 2018 року LeEco створила нову дочірню компанію та успішно придбала нові фонди венчурного капіталу у Tencent і JD.com. У тому ж місяці компанія оголосила про стратегічне партнерство для співпраці з JD.com, BroadLink, Qinglianyun і Rokid у різних стратегічних ініціативах, таких як хмара, IOT, розумне обладнання, кібербезпека, NPL тощо. У тому ж місяці LeEco продала свою решту власності Leshi Zhixin Electronic Technology Co., Ltd. і Le Vision Pictures Sunac.
Станом на жовтень 2018 року фотознімки Le.com показують повну лінійку найновіших відео в усіх основних категоріях. Крім того, Le.com офіційно оголосив, що він не продається. Його керівництво активно шукає рішення для розв'язання фінансових проблем.